# Советский район (Махачкала)
Советский район — один из трех районов Махачкалы. Включает себя центральную часть города, а также гору Тарки-Тау.
Население района города (без подчинённых населённых пунктов) составляет 219 319 человек (2025 год).

## История
Район образован в 1972 году. В 1985 году северная часть района была преобразована в новый Кировский район. В 2002 году в район были включены микрорайоны по проспектам А.Султана и К.Маркса расположены у подножья горы Тарки-Тау, отторгнутые от Ленинского и Кировского районов.

## География

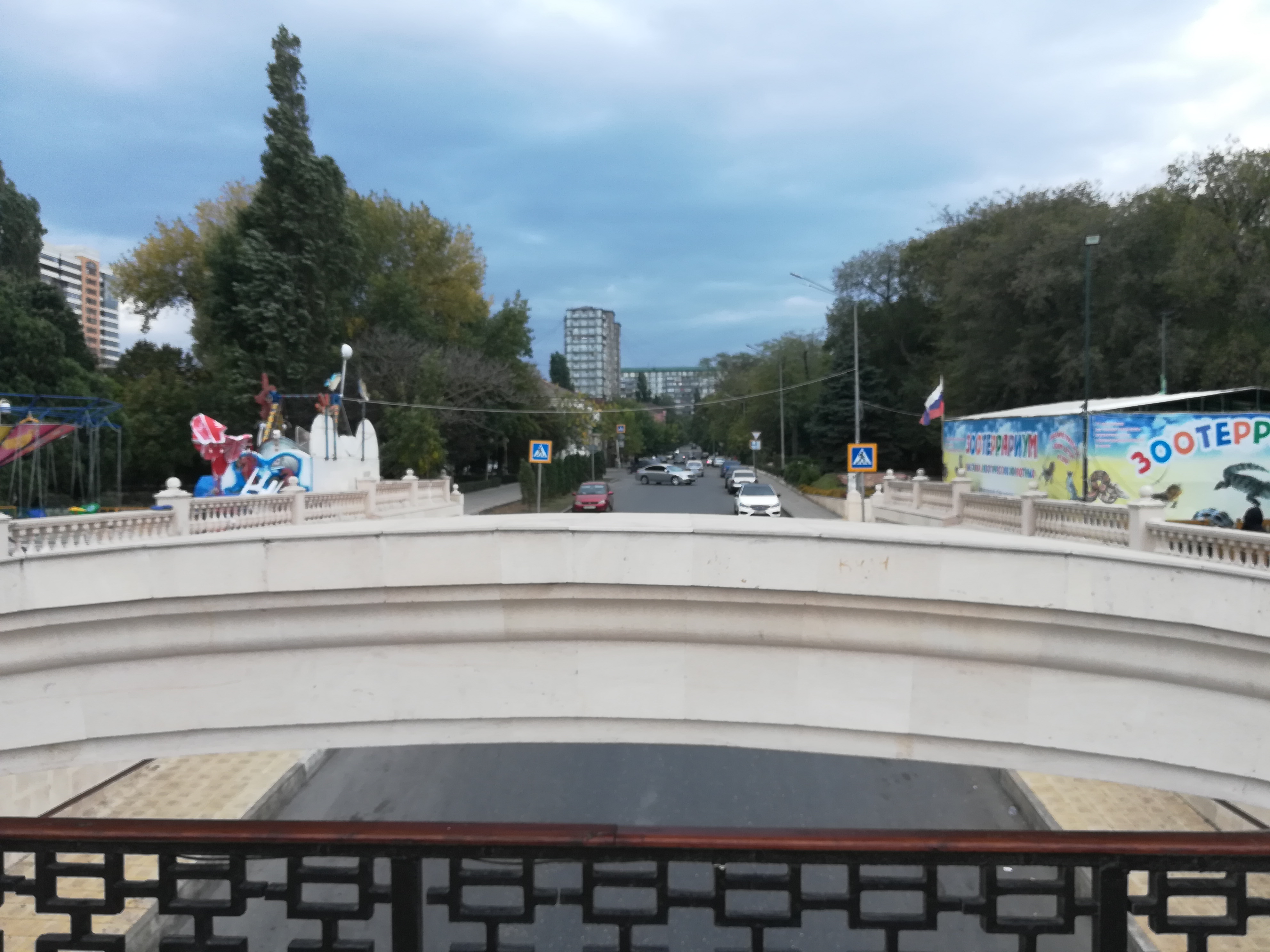
Улица Леваневского — одна из границ района

Граница:
- с Ленинским районом[2] → проходит по линии пр-т Амет-Хана Султана — пр-т Гамидова — пр-т Имама Шамиля — ул. Магомеда Ярагского — ул. Пушкина — проезд у Аварского драмтеатра — Гор. пляж.
- с Кировским районом[2] → пр-т Али-Гаджи Акушинского — ул. Г. Гаджиева — ул. М. Гаджиева — ул. Гусаева — ул. Даниялова — ул. Дахадаева — ул. Буйнакского — ул. Готфрида Гасанова — ж/д — ул. Леваневского — Городской пляж

Включает следующие микрорайоны и части города — Центр, городок Нефтяников, поселок Рыбников, Пожарка, Новые Тарки, поселок завода Сепараторов, поселок завода Радиотоваров, Ватан, 1-й поселок, 4-й поселок, микрорайон Узбекистан (Узбекгородок).
Району подчинены три пригодных посёлка городского типа, расположенных на горе Тарки-тау — Тарки, Кяхулай, Альбурикент.
Магистрали общегородского значения — проспект Аметхана Султана, проспект Калинина (имама Шамиля), проспект Карла Маркса (Акушинского), улица Венгерских Бойцов (ген. Омарова), улица 26 Бакинских Комиссаров (Ярагского), проспект Ленина (Расула Гамзатова), улица Советская (Коркмасова), улица М. Гаджиева, улица Гагарина.
Основные площади — площадь Ленина, Университетская площадь.

## Население
| \| 1989[3] \| 2002[4] \| 2010[5] \| 2012[6] \| 2013[7] \| 2014[8] \| 2015[9] \| \| -------- \| -------- \| -------- \| -------- \| -------- \| -------- \| -------- \| \| 106 684 \| ↗167 472 \| ↗199 897 \| ↗200 846 \| ↗201 529 \| ↗202 365 \| ↗203 642 \| \| 2016[10] \| 2017[11] \| 2018[12] \| 2019[13] \| 2020[14] \| 2021[15] \| 2023[16] \| \| ↗204 697 \| ↗205 720 \| ↗206 971 \| ↗208 799 \| ↗208 971 \| ↗219 469 \| ↘219 317 \| \| 2024[17] \| 2025[1] \| \| \| \| \| \| \| ↘218 506 \| ↗219 319 \| \| \| \| \| \| 50 000 100 000 150 000 200 000 250 000 300 000 1989 2014 2019 2025 |          |          |          |          |          |          |
| 1989 | 2002     | 2010     | 2012     | 2013     | 2014     | 2015     |
| 106 684 | ↗167 472 | ↗199 897 | ↗200 846 | ↗201 529 | ↗202 365 | ↗203 642 |
| 2016 | 2017     | 2018     | 2019     | 2020     | 2021     | 2023     |
| ↗204 697 | ↗205 720 | ↗206 971 | ↗208 799 | ↗208 971 | ↗219 469 | ↘219 317 |
| 2024 | 2025     |          |          |          |          |          |
| ↘218 506 | ↗219 319 |          |          |          |          |          |

## Промышленность
В районе города находятся (находились):
- ЗАО «завод Металлист» (улица Дахадаева)
- Ремзавод (пр-т К.Маркса)
- ОАО «Махачкалинский приборостроительный завод» (ул. Венгерских бойцов)
- Махачкалинский машиностроительный завод Сепараторов (пр-т К.Маркса)
- Махачкалинский завод Радиотоваров (пр-т К.Маркса)
- ОАО «Каспийская мануфактура» (быв. фабрика им. III Интернационала)

## Объекты социальной инфраструктуры
- кинотеатр «Россия» (пр-т Имама Шамиля (Калинина))
- кинотеатр «Октябрь» (ул. Советская)
- кинотеатр «Дружба» (ул. Буйнакского)
- Махачкалинская Джума мечеть (пр-т Калинина)
- РЦК «Президент-комплекс» (пл. Ленина)
- стадион «Динамо» (ул. Дахадаева)
- стадион «Труд» (ул. 26 бак.ком.)
- государственная Филармония
- Государственный республиканский русский драматический театр им. М. Горького (пр-т Расула Гамзатова)
- Кумыкский музыкально-драматический театр имени А. П. Салаватова (ул. У. Буйнакского)
- Лакский музыкально-драматический театр (пр-т Ленина)
- Театр оперы и балета (пр-т Ленина)
- Кукольный театр (пр-т Ленина)
- Музей боевой славы (парк Ленинского Комсомола)
- Музей Изобразительных Искусств (ул. Горького)
- Дагестанский государственный объединенный историко-архитектурный музей (пл. Ленина)
- Республиканская Национальная библиотека им. Р.Гамзатова (быв. им. А. С. Пушкина) (пр-т Ленина)
- Республиканская юношеская библиотека им. А. С. Пушкина (пр-т Ленина)
- Рынок № 2 (ул. Дзержинского)
- ЦУМ (ул. Советская)
- горбольница № 2 (ул. Пирогова)
- Железнодорожная больница (пр-т Калинина)
- Республиканская клиническая больница (ул. Ш.Алиева)
- Республиканская офтальмологический центр (ул. Гоголя)
- Роддом № 1 (ул. Батырая)
- Дагестанский Государственный Педагогический Университет (ул. 26 Бакинских Комиссаров)
- Дагестанский Государственный Университет (Университетская пл.)
- Дагестанская Государственная Медицинская Академия (пл. Ленина)
- Дагестанский Государственный Технический Университет (пр-т Калинина)
- Дагестанский Научный Центр РАН (ул. М.Гаджиева)

## Сады и парки
- парк Ленинского Комсомола
- парк 50 лет Октября
- парк Воинов-интернационалистов
- сквер Борцов Революции
- сквер Дружбы
- сквер 50 лет ДАССР
- Городской сад

## Памятники и достопримечательности
- памятник Ленину (пл. Ленина)
- памятник Ленину (ул. Буйнакского, вход в Горсад, копия памятника Ленину перед Смольным)
- памятник Войну-освободителю (парк Ленинского Комсомола)
- мемориал Чернобыльцам (ул. Буйнакского, вход на горпляж)
- мемориал Войнам-интернационалистам (парк Войнов-интернационалистов, пр-т Калинина)
- обелиск Борцам за Советскую власть в Дагестане (парк 50-летия Октября)
- Памятник борцам за Советскую власть в Дагестане (сквер Борцов Революции, ул. Дахадаева)
- памятник Народной артистке СССР Б. Мурадовой (ул. У. Буйнакского, площадка перед Кумыкским музыкально-драматическим театром)
- памятник М.Дахадаеву (Привокзальная площадь)

памятник Борцам за Советскую власть в Дагестане
Памятник борцам за Советскую власть в Дагестане
обелиск Борцам за Советскую власть в Дагестане
Братская могила воинов, погибших при защите Порт-Петровска от банд Бичерахова